# Ueffeln-Balkum
Ueffeln-Balkum ist eine ländliche Streusiedlung im Norden des Landkreises Osnabrück in Niedersachsen, liegt 11 km nordwestlich von Bramsche und grenzt an Neuenkirchen und Merzen. Ueffeln-Balkum gehört seit der Gebietsreform in Niedersachsen als Ortsteil zur Stadt Bramsche und hat etwa 1.200 Einwohner. Ortsbürgermeister für Ueffeln ist Wilhelm Clausing und für Balkum Gert Borcherding.

## Geografie

### Geografische Lage
Ueffeln liegt im Osnabrücker Land etwa 25 km nordwestlich von Osnabrück am Rande des Gehn (einem großen Waldgebiet und einem westlichen Ausläufer des Wiehengebirges.) inmitten des Natur- und Geopark TERRA.vita.

## Geschichte
Ueffeln und Balkum waren zwei selbständige Gemeinden im Landkreis Bersenbrück. Am 1. Juli 1972 wurden beide in die Stadt Bramsche eingegliedert.

### Einwohnerentwicklung
Gemeinde Ueffeln
- 1905: 347 Einwohner
- 1925: 368 Einwohner
- 1933: 418 Einwohner
- 1939: 496 Einwohner
- 1946: 771 Einwohner
- 1950: 850 Einwohner
- 1956: 742 Einwohner
- 1961: 670 Einwohner[3]
- 1970: 778 Einwohner[3]

Gemeinde Balkum
- 1961: 354 Einwohner[3]
- 1970: 329 Einwohner[3]

| Jahr | Einwohner Ueffeln | Einwohner Balkum |
| ---- | ----------------- | ---------------- |
| 1987 | 886               |                  |
| 1989 | 906               |                  |
| 1992 | 1.000             |                  |
| 2008 | 1.200             |                  |
| 2012 | 1.270             |                  |
| 2023 | 1.320             | 270              |

## Siedlungen
- Im Heidkamp
- Im Plaggen
- Im Zuschlag
- Voßsiedlung
- Ulrichs Kamp / Broelmanns Kamp

## Geschichte
Nahe dem heutigen Ortsrand gibt die Wiemelsberger Steine, ein Hünengrab, sowie knapp hinter der Grenze zu Neuenkirchen das Großsteingrab Lintern, welche auf eine frühe Besiedelung hindeutet. Das Großsteingrab im Büdenfeld galt bis 1972 als zerstört, bevor es wiederentdeckt wurde.
Erstmals erwähnt wurde Ueffeln im Jahre 1292 im Zusammenhang mit der Weihe der heutigen evangelisch-lutherischen Kirche St. Marien. Das Kirchspiel Ueffeln-Balkum entstand im selben Jahr aus den Wohnplätzen Bockwiede, Bottum, Bühren und Riesau sowie den späteren Bauerschaften Balkum und Ueffeln.
Der Zweite Weltkrieg endete in Ueffeln in den frühen Morgenstunden des 10. April 1945. Zwischen 3 und 4 Uhr erreichten aus Lintern kommend britische Aufklärungspanzer der 4. Armoured Brigade das Dorf ohne auf Widerstand zu stoßen. Letzte deutsche Verbände hatten sich in der Nacht in Richtung Alfhausen zurückgezogen. Beim weiteren Vormarsch der Briten wurde an der Straßenkreuzung der Straßen nach Ankum und Merzen mehrere Gebäude durch Beschuss und Feuer zerstört.
Noch vor der Gemeindereform beschloss der Gemeinderat von Ueffeln ein Freibad zu errichten. Das Freibad von Ueffeln wurde nach der Gemeindereform am 30. April 1973 vom Bürgermeister der neuen Stadt Bramsche, Lothar  Lewandowsky, eröffnet.

## Sehenswürdigkeiten

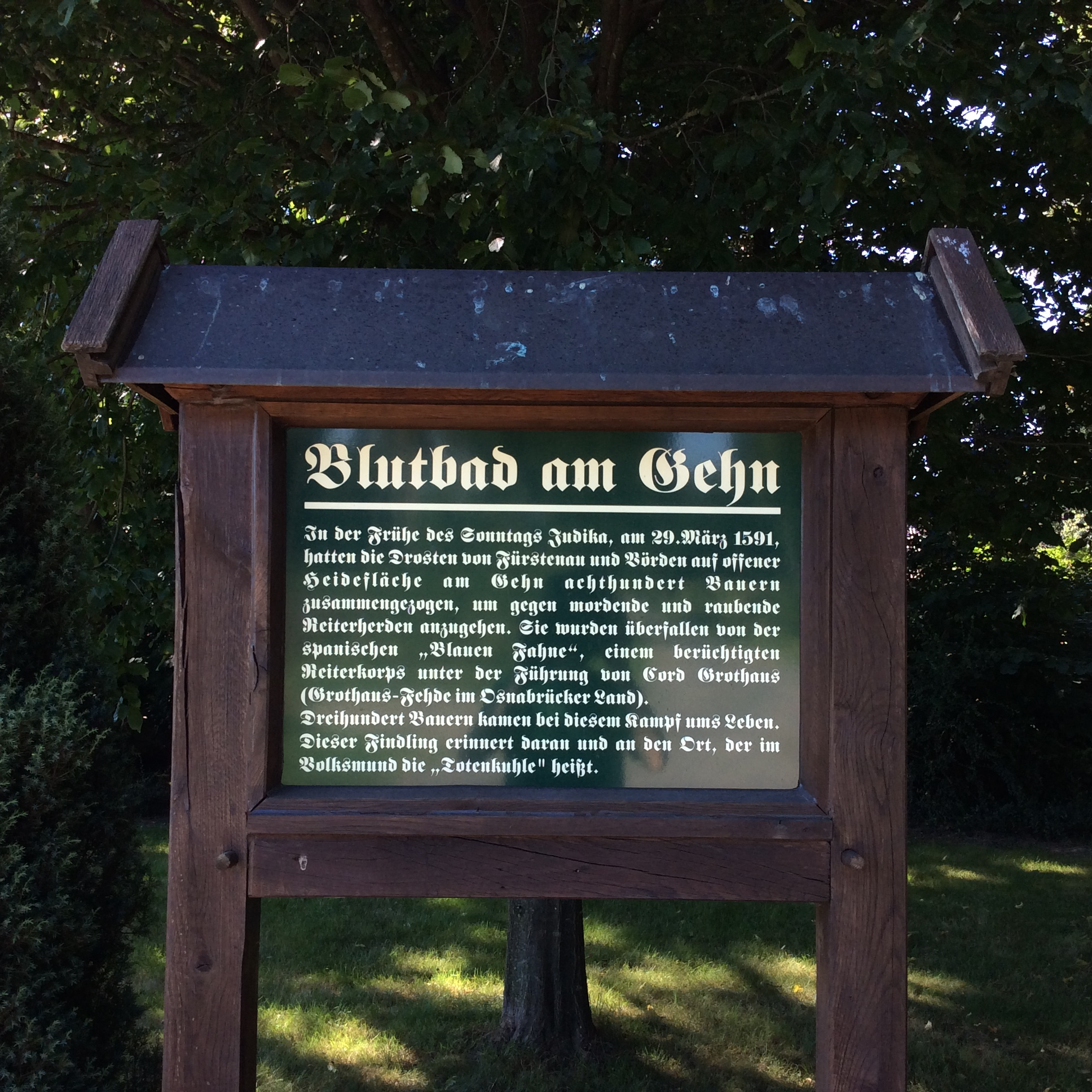
Gedenktafel „Blutbad am Gehn“

- St.-Marienkirche: erbaut 1292, heute im frühgotischen Stil, hat einen Innenraum von 20,5 Meter mal 8 Meter und einen Glockenturm von fast 20 Metern Höhe.
- Großsteingrab Wiemelsberger Steine und Matthiesings Opferstein (sh. Sage vom Schwedenstein) als Teil der Straße der Megalithkultur
- Wassermühle Riesau
- alte Fluchtburganlage Wittekindsburg im Waldgebiet Gehn
- Steinwerke (alte Befestigungsanlagen) aus dem 14. Jahrhundert auf dem Hof Großterlinden (Balkum) und dem Hof Lange (Bottum)
- Gedenkstätte Blutbad am Gehn. Erinnert an eine Schlacht von 1591, bei der über 300 Balkumer Bauern ums Leben kamen "In der Frühe des Sonntags Judika, am 29. März 1591, hatten die Drosten von Fürstenau und Vörden auf offener Heidefläche am Gehn achthundert Bauern zusammengezogen, um gegen mordende und raubende Reiterherden anzugehen. Sie wurden überfallen von der spanischen „Blauen Fahne“, einem berüchtigten Reiterkorps unter der Führung von Cord Grothaus (Grothaus-Fehde im Osnabrücker Land)." Dreihundert Bauern kamen bei diesem Kampf ums Leben. Dieser Findling erinnert daran und an den Ort, der im Volksmund die „Totenkuhle“ heißt.
- Heimatstübchens des Heimatvereins auf dem Hof Rövekamp-Marks (Ueffeln)

## Wirtschaft und Infrastruktur
In Ueffeln-Balkum sind nur wenige Unternehmen ansässig, das größte davon betreibt den Steinbruch Ueffeln, in dem quarzithaltiges Gestein abgebaut wird. 
Der Ort verfügt über einen Sportplatz, ein solarbeheiztes Freibad und einen vom örtlichen Schützenverein betriebenen Schießstand.
In der Grundschule des Ortes werden die Kinder bis zum 4. Schuljahr unterrichtet; alle weiterführende Schulen sind in Bramsche angesiedelt.

### Verkehr
Von Bramsche aus kommend durchquert die Bundesstraße 218 das Dorf mit den Abzweigungen der L 70 in Richtung Neuenkirchen und Ankum. Die K 165 verbindet Ueffeln mit dem Bramscher Ortsteil Achmer und die K 107 von Alfhausen über Balkum und Ueffeln.

## Sage vom Schwedenstein

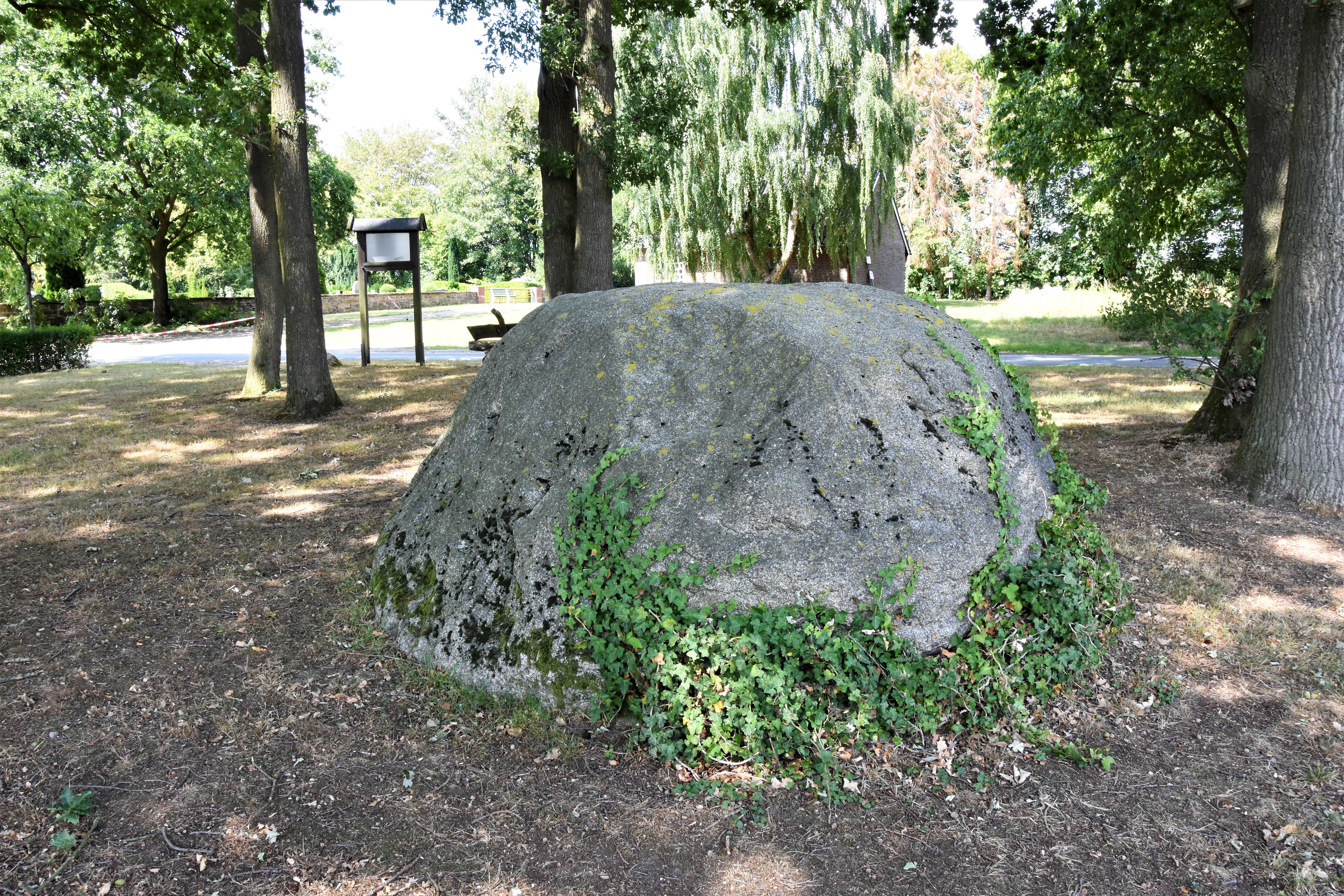
Mathiesings Opferstein

Im Norden Ueffelns liegt der größte Findling der Gegend, „Matthiesings Opferstein“ oder auch der Schwedenstein genannt. Als die damaligen Dorfbewohner 1292 nach Bitte beim Bischof Osnabrücks mit dem Bau einer Kirche begannen, erschien ihnen während des Baus der Teufel. Er wollte wissen, was die Menschen bauten, und die listigen Ueffelner antworteten ihm, dass es ein Wirtshaus werden solle. Als er aber eines Tages nach Vollendung des Baus kein Wirtshaus, sondern eine Kirche vorfand, war er sehr verärgert und reiste nach Schweden, um mit einem großen Stein den Eingang zur Kirche zu versperren. Dem Teufel war klar, dass er sich beeilen musste, denn mit dem ersten Hahnenschrei würde seine Macht erlöschen. Voller Wut schleuderte er den Stein so weit er konnte, doch bis zur Kirche reichte es nicht. Er fiel in der Nähe des Friedhofes auf einen Acker herab, wo er bis heute liegt.

## Belege
1. ↑  Zur Gebiets- und Verwaltungsreform in Niedersachsen lies ausführlich: Blazek, Matthias: Von der Landdrostey zur Bezirksregierung – Die Geschichte der Bezirksregierung Hannover im Spiegel der Verwaltungsreformen, ibidem-Verlag, Stuttgart 2004, ISBN 3-89821-357-9.
2. ↑  www.natur-erleben.niedersachsen.de (Seite nicht mehr abrufbar, festgestellt im Mai 2019. Suche in Webarchiven)  Info: Der Link wurde automatisch als defekt markiert. Bitte prüfe den Link gemäß Anleitung und entferne dann diesen Hinweis..
3. 1 2 3 4 5  Statistisches Bundesamt (Hrsg.): Historisches Gemeindeverzeichnis für die Bundesrepublik Deutschland. Namens-, Grenz- und Schlüsselnummernänderungen bei Gemeinden, Kreisen und Regierungsbezirken vom 27. 5. 1970 bis 31. 12. 1982. W. Kohlhammer GmbH, Stuttgart und Mainz 1983, ISBN 3-17-003263-1, S. 254.
4. ↑  Uwe Schrader: Am 10. April 1945 endete der Zweite Weltkrieg in der Region Bramsche. In: noz.de. Neue Osnabrücker Zeitung, 9. April 2020, abgerufen am 16. Juni 2022.
5. ↑  Eva Voß: 50 Jahre Freibad Ueffeln - Ein Rückblick in Bildern. In: noz.de. Neue Osnabrücker Zeitung, 30. April 2023, abgerufen am 17. Oktober 2024.
6. ↑  Autorenkollektiv: 700 Jahre Kirchspiel Ueffeln-Balkum, Bramsche 1992.